# Рай в шалаше
«Рай в шалаше» (англ. Common Law Cabin) — американский художественный фильм, поставленный и снятый режиссёром Рассом Мейером и выпущенный на экраны в 1967 году.

## Сюжет
Дьюи Хупл вместе со своей женой Бабеттой и шестнадцатилетней дочерью Корал живёт на «ранчо» Hoople's Haven («Гавань Хупла»), расположенном на берегу реки Колорадо, откуда до ближайшего населённого пункта можно добраться лишь на катере. Дьюи влечёт к Корал, напоминающей ему её мать, его прошлую жену. Бабетта это видит, что сказывается на семейных отношениях. Семья Хупл живёт на средства, полученные с незадачливых туристов, заманенных к ним бывшим солдатом, а нынче старым пьяницей Крэкером, который обещает туристам поездку в райский уголок с прекрасными девушками и выпивкой, однако деньги он берёт вперёд.
В городе Крэкер находит очередных жертв в лице семейной пары Мартина и Шейлы Росс и таинственного Барни Рикерта. За время, проведённое в браке, отношения Мартина и Шейлы настолько охладели, что она в открытую флиртует с Рикертом, а по прибытии и с Дьюи Хуплом. В «Гавани Хупла» Корал развлекает гостей танцем в одном купальнике, а Бабетта изображает из себя амазонку, проводя обряд на скале и прыгнув с неё в реку. Рикет буквально разбрасывается деньгами и предлагает Дьюи продать его запущенное жилище за большую сумму. Дьюи наотрез отказывается, тогда Рикерт подкупает Крэкера уплыть на пару дней. Услышав заведённый мотор лодки, Хуплы безуспешно пытаются остановить Крэкера, понимая, что застряли вместе со своими гостями на неопределённое время.
Мартин впадает в уныние, а Шейла изменяет ему с Рикертом. После этого Рикерт следит за купающейся нагишом Бабеттой и пытается соблазнить и «купить» её, Бабетта отбивается от его домоганий, и он насилует её. Вернувшись в хижину и дождавшись ухода Дьюи, он двусмысленно предлагает Корал деньги за экскурсию по окрестностям. Она соглашается, и, дойдя до удалённого от хижины пляжа и получив от неё отказ, Рикерт пытается её изнасиловать. В это время Дьюи и Бабетта слышат по радио экстренный выпуск новостей, в котором передают про сбежавшего 21-летнего Лоренса Тэлбота III, наследника 40-миллионного состояния. Лоренс, направляющийся по реке к озеру Мартинес, слышит крики Корал и спасает её, оттолкнув Рикерта. Рикерт показывает ему свой значок лос-анджелесской полиции и они втроём возвращаются в хижину.
Шейла и Рикерт развлекаются на мелководье, катаясь на его плечах, в то время как Дьюи беседует с Мартином на берегу. Когда к ним прибегает Бабетта, Шейла просит мужа посадить Бабетту к себе на плечи и устроить дружеский поединок. Услышав одобрение Дьюи, он соглашается и во время поединка Шейла с силой толкает ногой Мартина в грудь. Из-за проблем с сердцем, о которых он сообщал Дьюи (и, скорее всего, Бабетте), он падает замертво.
Пока все решают, как поступить с телом, Корал и Лоренс гуляют по пляжу и, чувствуя обоюдное влечение, поддаются ему. Рикерт наблюдает за ними через бинокль и сообщает об этом Дьюи. Найдя их, Дьюи в ярости отталкивает юношу и начинает избивать, но его останавливают жена и дочь.
В это время к гавани мчится Крэкер, чтобы сообщить новости о Рикерте. Оказывается, он украл огромную сумму денег и ищет способ скрыться, при поимке ему светит срок в 20 лет. Рикерт объединяется с Шейлой, предложив ей выбор: она полностью повинуется ему за вознаграждение либо садится в тюрьму за умышленное убийство. Он даёт Шейле пистолет, чтобы она прикрывала его и не дала подобраться к лодке остальным, а сам смертельно ранит старика из винтовки Дьюи, и бежит за своим чемоданом с деньгами.
Взяв в заложники Корал и Лоренса, он отплывает на лодке Крэкера. Шейла бежит вслед и стреляет в их сторону, Рикерт убивает её. Пытаясь скинуть Корал на мотор лодки, на него набрасывается Лоренс, лодка теряет управление, и все трое падают за борт. Лодка возвращается и на полной скорости врезается в Рикерта.
Убедившись, что Корал и Лоренс живы, Дьюи и Бабетта отдают последние почести Крэкеру и, обнявшись, возвращаются домой. Видя идущих позади Лоренс и Корал, они зовут их и остаток пути идут вместе.

## В ролях
| Актёр            | Роль               |
| ---------------- | ------------------ |
| Джек Моран       | Дьюи Хупл          |
| Бабетта Бардо    | Бабетта Хупл       |
| Адель Рейн       | Корал Хупл         |
| Фрэнклин Болджер | Крэкер             |
| Алейна Капри     | Шейла Росс         |
| Джон Фёрлонг     | доктор Мартин Росс |
| Кен Суоффорд     | Барни Рикерт       |
| Эндрю Хэгара     | Лоренс Тэлбот III  |

## Производство
В фильме снялись Алейна Капри, Бабетта Бардо и Джек Моран, уже работавшие с Мейером. Моран также написал сценарий, позднее отредактированный Мейером.
Фильм был снят близ реки Колорадо, штат Аризона. Другие части фильма были сняты в долине Коачелья, штат Калифорния и Блис (штат Калифорния).